# Franz Anton Lentze
Franz Anton Lentze (* 24. März 1777 in Arnsberg; † 7. August 1849 in Endorf) war ein deutscher frühindustrieller Unternehmer.

## Leben
Lentze besuchte die Schule in Hüsten und begann 1788 eine kaufmännische Ausbildung in Dortmund. Im Jahr 1800 eröffnete er in Arnsberg einen Kolonialwarengroßhandel. Er konzentrierte sich dabei vor allem auf den Handel mit Kaffee. Außerdem gründete er eine Bieressigfabrikation. Nach der Säkularisation des Klosters Wedinghausen kaufte Lentze einen Großteil des Klosterbesitzes auf. Ab 1809 war er Gemeinderat in Arnsberg. Im Jahr 1817 erwarb er einen Teil der Endorferhütte, der früher von seinem Vater verkauft werden musste, und 1828 auch die übrigen Anteile. Neben der Eisenhütte gehörten dazu einige Eisenerzgruben, ein großer Landbesitz von 85 Morgen sowie ein Herrenhaus. Im selben Jahr wurde Lentze zum Abgeordneten für den ersten westfälischen Provinziallandtag gewählt. Lentzes Einkommen wurde 1834 mit 1200 Talern pro Jahr veranschlagt. Im selben Jahr erwarb er auch einen Eisenhammer bei Sundern. Zusammen mit seinem Sohn Franz Lentze beantragte er die Verleihung der „Eisengrubengerechtsame zur Eisenhütte bei Endorf,“ die Verleihung als „Eisengrubendistrikt Wildewiese“ erlebte Lentze nicht mehr. Bestattet ist Lentze auf dem Eichholzfriedhof in Arnsberg. Sein Grab schmückt ein eisernes auf der Endorfer Hütte gegossenes Kreuz.